# Le Technicien du film
Le Technicien du film est une revue mensuelle de cinéma parue de 1954 à 2008. 
Fondé à Paris par Henriette Dujarric, Le Technicien du film, sous-titrée « revue nationale des professionnels du cinéma », publie de nombreuses informations concernant notamment les nouveaux matériels, la vie professionnelle et les projets de films. Au début des années 1960, le sous-titre était « magazine d'information des professionnels du spectacle ». 
La revue fusionne en 1973, avec La Technique, l'exploitation cinématographique. Une maison d'édition — les éditions Dujarric — en lien avec la revue, commence à publier des ouvrages liés aux métiers de l'audiovisuel.
En 1980, la revue devient Le Technicien du film et de la vidéo, avant de fusionner en 2001, avec Profession film : le mensuel des productions : cinéma, télévision, publicité, internet, sous la direction de Jean-Pierre Christie, et devient Profession film.
En 2007, elle retrouve son titre originel, avant de cesser de paraître en 2008.